# ديريك تايلور
ديريك تايلور (12 نوفمبر 1942 - ) (بالإنجليزية: Derek Taylor)‏ هو لاعب كريكت بريطاني. شارك مع منتخب إنجلترا للكريكت. أما مع النوادي، فقد لعب مع Northern Cape (cricket team) ‏.

## وصلات خارجية
- ديريك تايلور على موقع إي آس بي آن كريك إنفو (الإنجليزية)